# فرسایش خاک

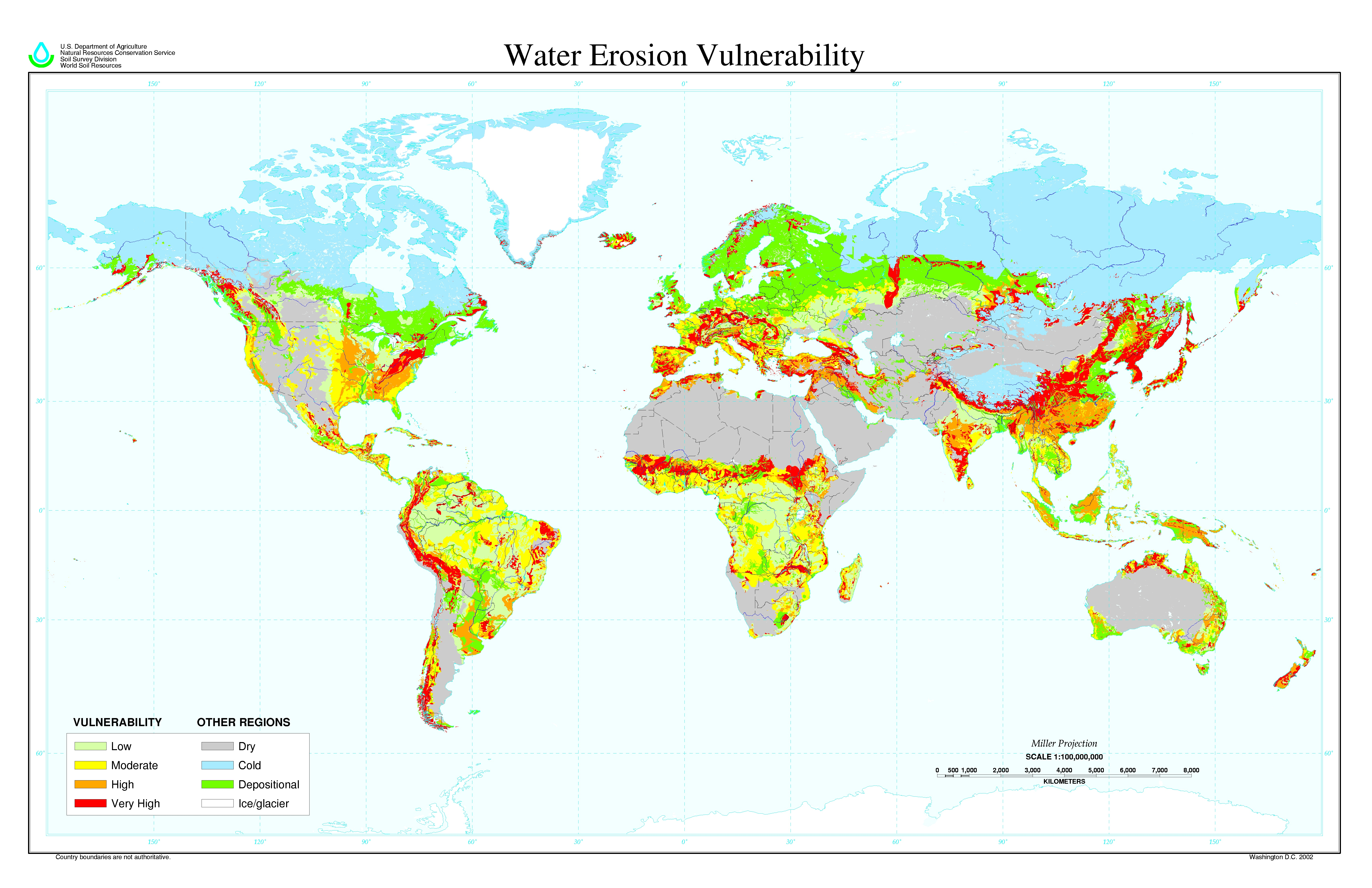
نقشه جهانی که مناطقی را نشان می‌دهد که در برابر نرخ بالای فرسایش آبی آسیب‌پذیر هستند.

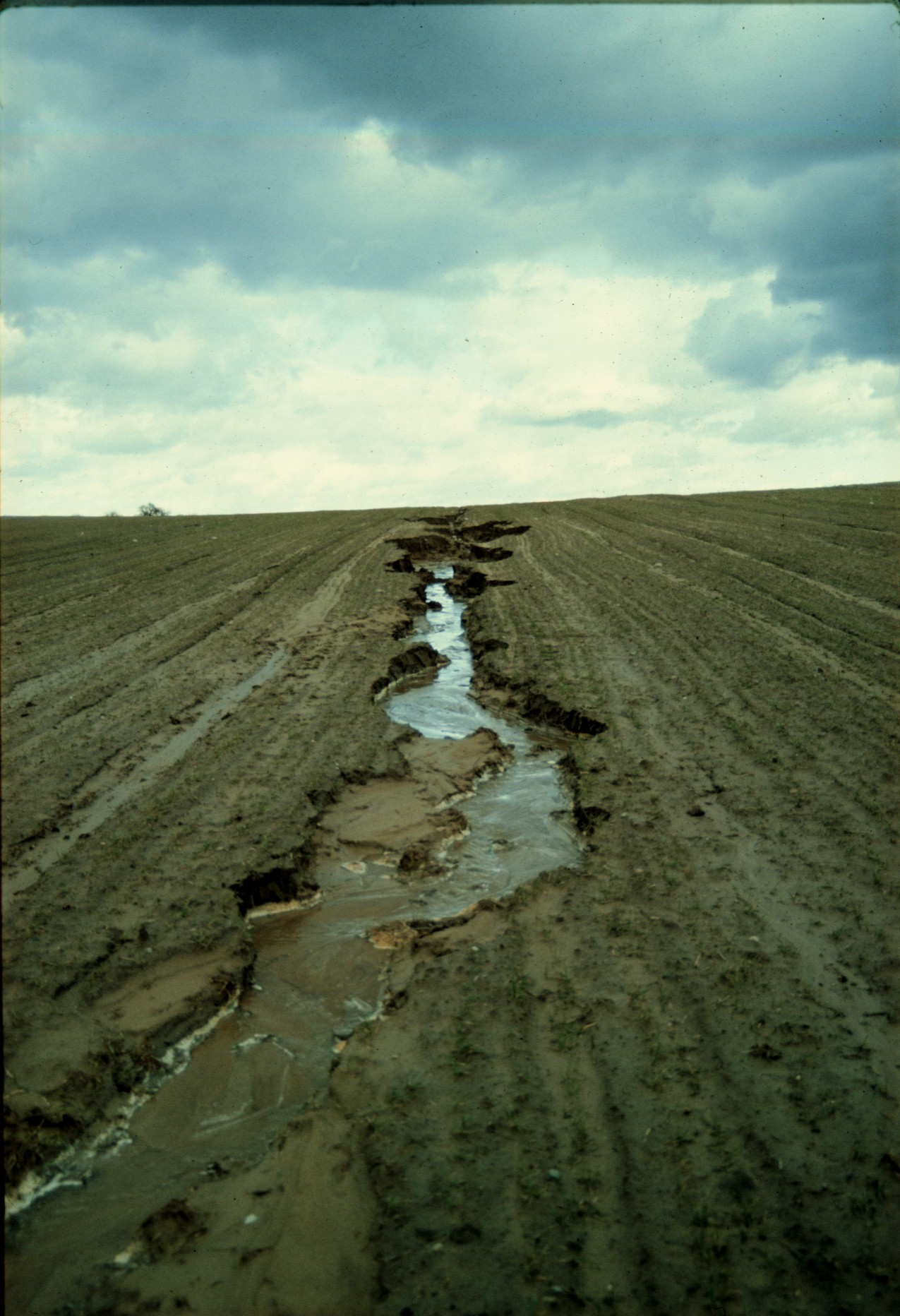
رودخانه‌ای که به‌طور فعال در حال فرسایش در مزرعه‌ای با کشاورزی فشرده در شرق آلمان است

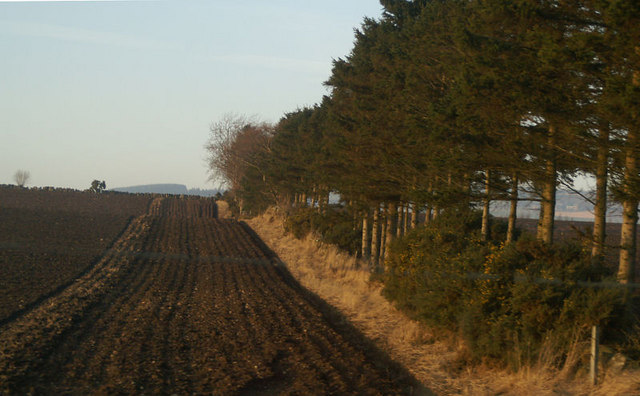
بادشکن (ردیف درختان) که در کنار یک مزرعه کشاورزی کاشته شده و به عنوان سپری در برابر بادهای شدید عمل می‌کند. این کار پیامدهای فرسایش بادی را کاهش می‌دهد و مزایای بسیار دیگری را به همراه دارد.

فرسایش خاک (به انگلیسی: Soil erosion) برهنه شدن لایه بالایی خاک است. این نوعی تخریب خاک است. این فرایند طبیعی، ناشی از فعالیت دینامیکی عوامل فرسایشی است، یعنی آب، یخ (یخچال‌ها)، برف، هوا (باد)، گیاهان و جانوران (از جمله انسان). بر اساس این عوامل، فرسایش گاهی به فرسایش آبی، فرسایش یخچالی، فرسایش برفی، فرسایش بادی (بادی)، فرسایش جانورزا و فرسایش انسانی مانند فرسایش خاک‌ورزی تقسیم می‌شود.
فرسایش خاک ممکن است یک فرایند کند باشد که نسبتاً بدون توجه ادامه می‌یابد یا ممکن است با سرعت هشداردهنده‌ای رخ دهد و باعث از بین رفتن جدی خاک سطحی شود. از دست رفتن خاک در زمین‌های کشاورزی ممکن است در کاهش پتانسیل تولید محصول، کیفیت پایین آب سطحی و شبکه‌های زهکشی آسیب‌دیده منعکس شود. فرسایش خاک نیز می‌تواند باعث ایجاد فروچاله شود.